# Salwan Jasim Abbood
Salwan Jasim Abbood (ur. 26 września 1991) – iracki sztangista, olimpijczyk. Reprezentant Iraku na letnich igrzyskach olimpijskich 2016 w Rio de Janeiro w podnoszeniu ciężarów do 105 kg.